# 加瀬加奈子
加瀬 加奈子（かせ かなこ、1980年5月31日 - ）は、女子競輪選手、元自転車競技選手、元トライアスロン選手。日本競輪選手会新潟支部所属、ホームバンクは弥彦競輪場。日本競輪学校（当時。以下、競輪学校）第102期生。現姓、渡邊（わたなべ）。師匠は池端将巳（79期）、弟子は治田知也、滝本幸正、小榑佑弥（いずれも121期）。
キャッチフレーズは『男道』。

## 来歴
新潟県長岡市出身。中越高等学校を経て入学した順天堂大学在籍時代にトライアスロンに取り組み、2009年に地元・新潟で開催された第64回国民体育大会で、県代表選手として出場した（17位）。
2010年、弥彦競輪場が「CLUB SPIRITS」というサイクリングクラブを発足したことを受け加入したと同時に、2012年7月開始予定の女子競輪選手を目指すことになり、同じ志を持った中川諒子、藤原亜衣里、田中麻衣美の3人とともに共同生活をスタートさせた。同年12月、小倉競輪場で行われたエキシビションマッチ、ガールズケイリン第2戦で、同イベントで圧倒的な強さを誇る石井寛子を破って優勝したことが契機となり、日本自転車競技連盟より、強化指定選手の指名を受けた。
2011年2月25日、中川、藤原、田中の3人とともに、競輪学校第102回（女子第1期）試験に合格。同年5月に同校に入学。一方、自転車競技大会にも随時参加。9月にタイで行われたACCトラックアジアカップのオムニアムで優勝を果たした。10月開催の全日本自転車競技選手権大会（以下、全日本選手権）では、団体追抜で田畑真紀、上野みなみとのトリオで優勝。オムニアムでは田畑との激闘を制し、両種目の初代優勝者として名を刻んだ。
2012年の第32回アジア自転車競技選手権大会にて、団体追抜で2位。競輪学校卒業直前の3月下旬、第102回卒業記念レースで完全優勝し、女子初代同レース優勝者として名を刻んだ。同校在校競走成績は14勝を挙げ第2位。2012年5月1日、日本競輪選手会新潟支部所属の競輪選手として登録された。5月14日、全日本プロ選手権自転車競技大会（前橋競輪場）の1㎞タイムトライアルで1分10秒053を記録。1988年に橋本聖子がマークした、1分14秒30を大幅に上回る日本記録であった。7月1日、平塚競輪場でガールズケイリンのデビュー戦を迎え、一周逃げ切り、2着に6車身の差をつけ圧勝。初優勝は同年7月15日の松戸競輪場で果たした。全日本選手権・ケイリンでは優勝を飾った。10月23日、同年12月28日に開催予定のガールズグランプリ出場選手に選出された。
2013年は、第33回アジア自転車競技選手権大会で、団体追抜、チームスプリントともに2位となった。ガールズケイリンでは、3月31日の平塚決勝から、6月1日の和歌山予選2まで、15連勝を記録。6月のガールズケイリンコレクション前橋ステージでガールズケイリンコレクション初優勝。全日本選手権女子500mタイム・トライアルでは優勝。ただ、9月のガールズケイリンコレクション京王閣ステージではガールズケイリン総選挙にて得票数1位で選出されるも、出走直前に交通事故を起こしたため欠場、以後10月末までの開催をすべて自粛欠場した。
2018年7月12日、未婚ながら妊娠10週目であることが判明。以後、出場が決まっていたガールズケイリンフェスティバル、ガールズケイリンコレクションアルテミス賞を含む全てのレースを大事を取って欠場し出産に備えることとなった。相手は交際1年になる40代の一般男性で、現役競輪選手に例えるなら高田真幸似、とのこと。そして、1が4つでゲンが良い（競輪では4日間全て1着の完全優勝）こともあり、同年11月11日に婚姻届を提出。渡邊姓となったが、レース復帰後も登録名である加瀬加奈子のまま競走に参加する意向で、改姓後も競輪選手としての登録氏名の変更は行っていない。
2019年2月2日、第一子である長女・米（まい）を出産。復帰試験にも合格したことで、同年7月よりレースに復帰することが決まった。7月19日からの奈良FIIにて1年ぶりにレースに復帰し、母親となってからの初めてのレースは初日予選2着・2日目予選4着とまとめて決勝進出を決め、最終日決勝は7着で終えた。11月27日、向日町FII決勝にて産休後初となる1着で、通算45回目の優勝を果たした。
2021年7月13日、青森FIIで通算48回目の優勝を果たす。41歳1か月13日での優勝であり、それまで同期の門脇真由美が持っていたガールズケイリン最年長優勝記録を8年ぶりに更新した。
2022年7月13日、弥彦FIで1年ぶり、通算49回目の優勝を果たす。42歳1か月13日での優勝であり、一度豊岡英子に抜かれた最年長優勝記録を再度更新した。そして同年10月12日、函館FI（ナイター）でも42歳4か月12日で優勝し（完全優勝）、通算50回目の優勝を果たすとともに、7月に自身が更新したガールズケイリン最年長優勝記録を再度更新（更新は3度目）した。11月1日、富山FII2日目第6レース（予選２）で1着となり、通算300勝を達成。デビューから10年4か月での達成であった。
2023年は、4月20日の奈良FII（モーニング）で2022年7月の弥彦FI以来の優勝を果たしたほか、8月14日の青森FII（ミッドナイト）では43歳2か月14日で（通算52回目）、9月5日の弥彦FIIでも43歳3か月5日で（通算53回目）、それぞれ優勝を果たし自身の持つガールズケイリン最年長優勝記録を更新した。12月6日の奈良FII（モーニング）でも優勝し、同年は前年を上回る4回の優勝を果たした。
2024年5月31日、自身44歳となった日に小倉FII（ミッドナイト）で優勝。高橋梨香が持っていたガールズケイリン最年長優勝記録を再度更新した。さらに7月9日、弥彦FII（ミッドナイト）を44歳1か月9日で優勝し（通算56回目）、再度ガールズケイリン最年長優勝記録を更新した（のち高橋梨香が再度記録を更新）。
2025年8月8日、富山FIIで通算59回目の優勝。45歳2か月8日での優勝であり、高橋梨香の持つガールズケイリン最年長優勝記録（45歳2か月23日）に迫るものであった。

## 主な獲得タイトルと記録
- 2013年 - ガールズケイリンコレクション前橋ステージ（6月）
- 通算300勝達成 - 2022年11月1日、富山FII・第6レース
- ガールズケイリン最年長優勝 - 2024年7月9日、弥彦FII[25]（のち高橋梨香が更新）

## エピソード
- ガールズケイリン選手で弟子を取った選手はほかに梶田舞（弟子は山本レナ）、石井寛子（弟子は岡本二菜、但しのち解消）、小坂知子（弟子はアマチュア選手）、溝口香奈（弟子は安東莉奈）、中村由香里（弟子はアマチュアの男子選手）らがいるが、男子選手を、加えて複数の選手を弟子に取ったのは加瀬が初めてである[28]（弟子を取った経緯は、外部リンクの「Winners 〜栄光の軌跡〜」【後編】を参照のこと）。
- 大学在学中に高校保健体育の教員免許を取得していたこともあり、2024年12月からはレースの合間で通信制高校であるヒューマンキャンパスのぞみ高校にて保健体育教諭として教鞭をとっている[29]。